# 엘리자베스 베커

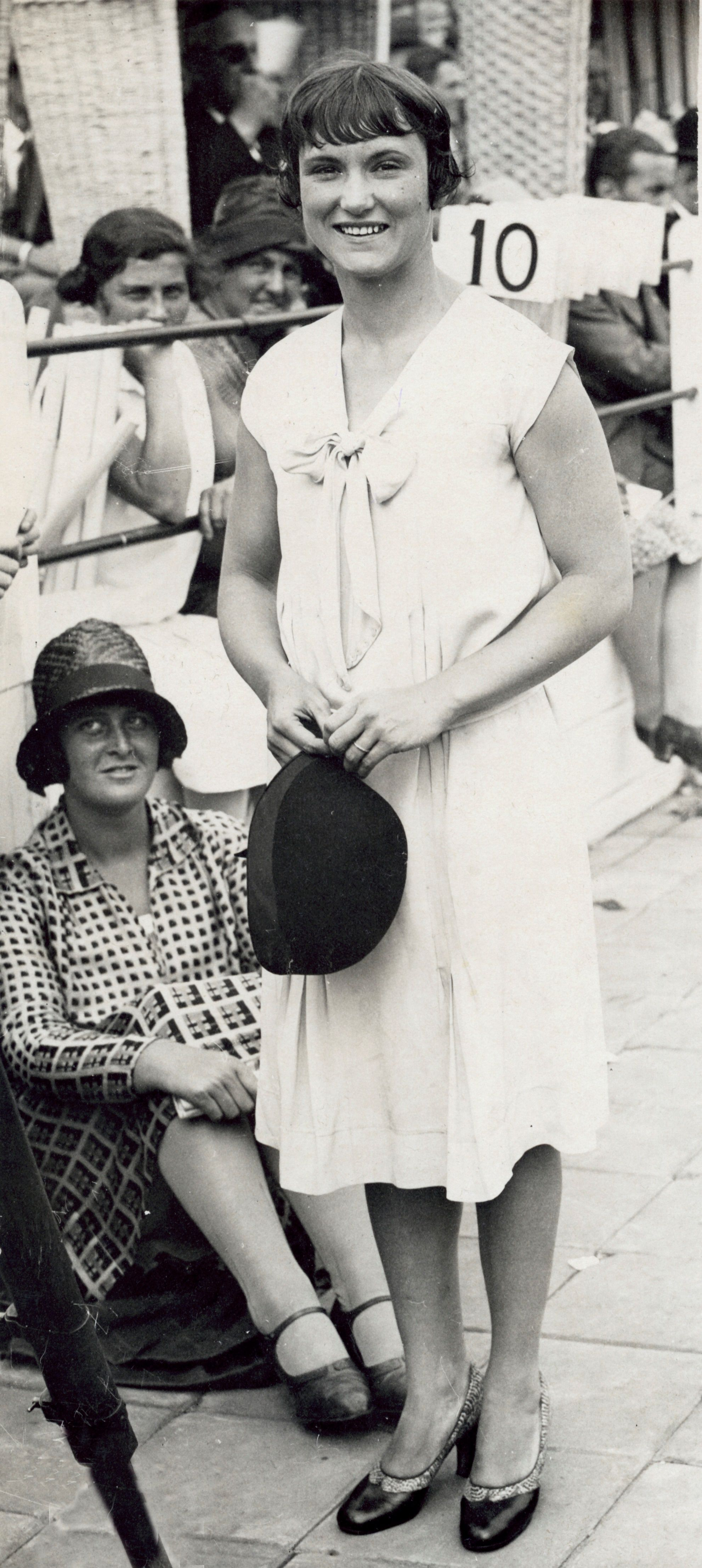

엘리자베스 ("베티") 애나 베커-핑크스턴(Elizabeth ("Betty") Anna Becker-Pinkston, 1903년 3월 6일 ~ 1989년 4월 6일)은 전 미국의 다이빙 선수이다.
필라델피아에서 태어나 미시간주 디트로이트에서 사망하였다.

## 선수 경력
1924년 파리 올림픽에서 10m 플랫폼 2위는 물론, 3m 스프링보드에서 금메달을 획득하였다.
4년 후, 암스테르담에서는 10m 플랫폼에서 우승을 거두었다.